# Neil Prakash
Neil Prakash, también conocido como Abu Khaled al-Cambodi (en árabe: أبو خالد الكمبودي), es un terrorista australiano y miembro del grupo terrorista Estado Islámico.

## Historia
Prakash nació en Melbourne, Australia en un suburbio ubicado al sureste de Springvale South. Su padre es de origen fiyiano y su madre es de origen camboyano.
Prakash se convirtió del budismo al Islam en agosto de 2012 después de una visita a Camboya, cuándo fue rechazado del budismo por su pensamiento hacia la comercialización e idolatría de su fe. Asistió a reuniones realizadas en la librería y centro de oración de Al-Furqan, en Melbourne.

## Estado Islámico
En 2013, viajó hacia Siria desde Malasia, llegando a la ciudad de Raqqa.

### Orden de arresto
Su  pasaporte fue inhabilitado en octubre de  2014. El  19 de agosto de 2015, la policía recibió una orden de arresto en contra de Prakash. Fue acusado de pertenecer a una organización terrorista y de incursionar en un estado extranjero con la intención de participar en actividades hostiles.

### Apariciones en los medios de ISIS
Prakash apareció en un vídeo publicado el 21 de abril de 2015 titulado "Historias desde la tierra de los vivos: Abū Khālid al-Kambūdī" producido por el Centro de Medios al-Hayat.

### Reportes sobre su muerte
El 5 de mayo de 2016, el fiscal general George Brandis anunció que oficiales estadounidenses habían confirmado que Neil Prakash habría sido asesinado en Mosul, Irak, pero los posteriores informes de la prensa dijeron que la policía y las agencias de inteligencia creían que él aun podría seguir con vida. Más tarde se descubrió que Prakash había sido herido durante un ataque, y logró huir hacia Siria.
Posteriormente el 29 de julio de 2016, el Comando Central de los Estados Unidos anunció que cuatro civiles habían sido asesinados en un ataque liderado por Prakash, el 29 de abril de 2016.

### Captura
En noviembre de 2016, Prakash fue capturado en Turquía después de intentar cruzar la frontera entre Turquía y Siria, mediante la utilización de documentos falsos y un nombre falso. El 25 de noviembre de 2016, funcionarios australianos que combaten el terrorismo confirmaron que Prakash aun seguía con vida, y de que había sido arrestado semanas antes por oficiales turcos. Ante ello, Australia solicitó su extradición por orden de la Policía Federal por: 

''...ser miembro de ISIS, reclutar a otras personas, y estar involucrado en la conspiración para ''masacrar'' una cantidad enorme de personas, y decapitar policías en una conmemoración del Día de Anzac en Melbourne, para el año 2015''.

En mayo de 2017, el Primer ministro Malcolm Turnbull anunció que Prakash fuera extraditado desde Turquía en cuestión de meses, para que pueda ser juzgado en Australia.
Hacia finales de mayo de 2018, Prakash está esperando un juicio en Turquía bajo los cargos de terrorismo. No será devuelto a Australia hasta que finalicen sus procedimientos legales y su condena en prisión.